# Andreas Petermann
Andreas Petermann (nascido em 7 de junho de 1957) é um ex-ciclista alemão que competiu no ciclismo nos Jogos Olímpicos de Verão de 1980. Em 1979, terminou em segundo lugar na Corrida da Paz.